# Юрківська вулиця
Ю́рківська ву́лиця — вулиця у Подільському районі міста Києва, місцевість Поділ (Плоське). Пролягає від Кирилівської вулиці до Набережно-Лугової. Є продовженням Нижньоюрківської вулиці.
Прилучаються вулиці Костянтинівська, Межигірська, Турівська.

## Історія
Юрківська вулиця вперше згадується як запроєктована у 1830—1839 роках, у 1859 році офіційно відкрита для проїзду і разом з сучасною Нижньоюрківською утворили єдину Юрківську вулицю , назва якої походить від річки Юрковиця (Сверховиця), яка впадала у Почайну, і вздовж русла якої пролягала вулиця. Нині по її руслу і лежать вулиці Нижньоюрківська та Юрківська. Єдина Юрківська вулиця на картах після 1905 року вже згадується як дві окремих: Велика Юрківська (нині — Нижньоюрківська) та Юрківська, що розташована на Подолі.  
Цю місцевість деякі історики (На думку В. Б. Антоновича, підтриману П. П. Толочком) отожнюють з літописною Хоревицею проте ця думка є хибною, так як на старій карті Києва Хоривиця — це Замкова гора. 
У 1939 році до Юрківської вулиці приєднано Нижньоюрківську вулицю, проте практично не здійснено.

## Забудова
Частина давньої Юрковиці назавжди втрачена через експлуатацію кар'єру цегляного заводу (початково цю територію використовував завод солодового екстракту, його цегляна труба має мітку «1895»).
Забудова вулиці почалася у XVIII столітті. Сучасна вулиця має змішану забудову — декілька будівель побудови до 1918 року, будинки радянського періоду, на ній переважають хрущівки, є декілька будівель початку 1990-х років. («Київметробуд»).

## Цікаві факти
В арці будинку № 34 фарбою нанесена позначка рівня води під час паводку 1931 року.
У садибі № 3 1913 року розпочато будівництво костелу, однак війна завадила втіленню задуму.